# Charonia lampas
Charonia lampas is een slakkensoort uit de familie Charoniidae. De wetenschappelijke naam werd als Murex lampas gepubliceerd in 1758 door Carl Linnaeus in de tiende editie van Systema naturae.
De schelpen kunnen als muziekinstrument gebruikt worden, door de punt eraf te halen en te vervangen door een mondstuk. In 2021 werd aangetoond dat dit al in de prehistorie gebeurde bij een in 1934 opgegraven schelp in grot bij Marsoulas (Pyreneeën). Deze schelp was 31 cm groot en 18.000 jaar oud. Hoornist J.M. Court demonstreerde dat de schelp heldere tonen kon voortbrengen.